# Hromada (Verwaltungseinheit)

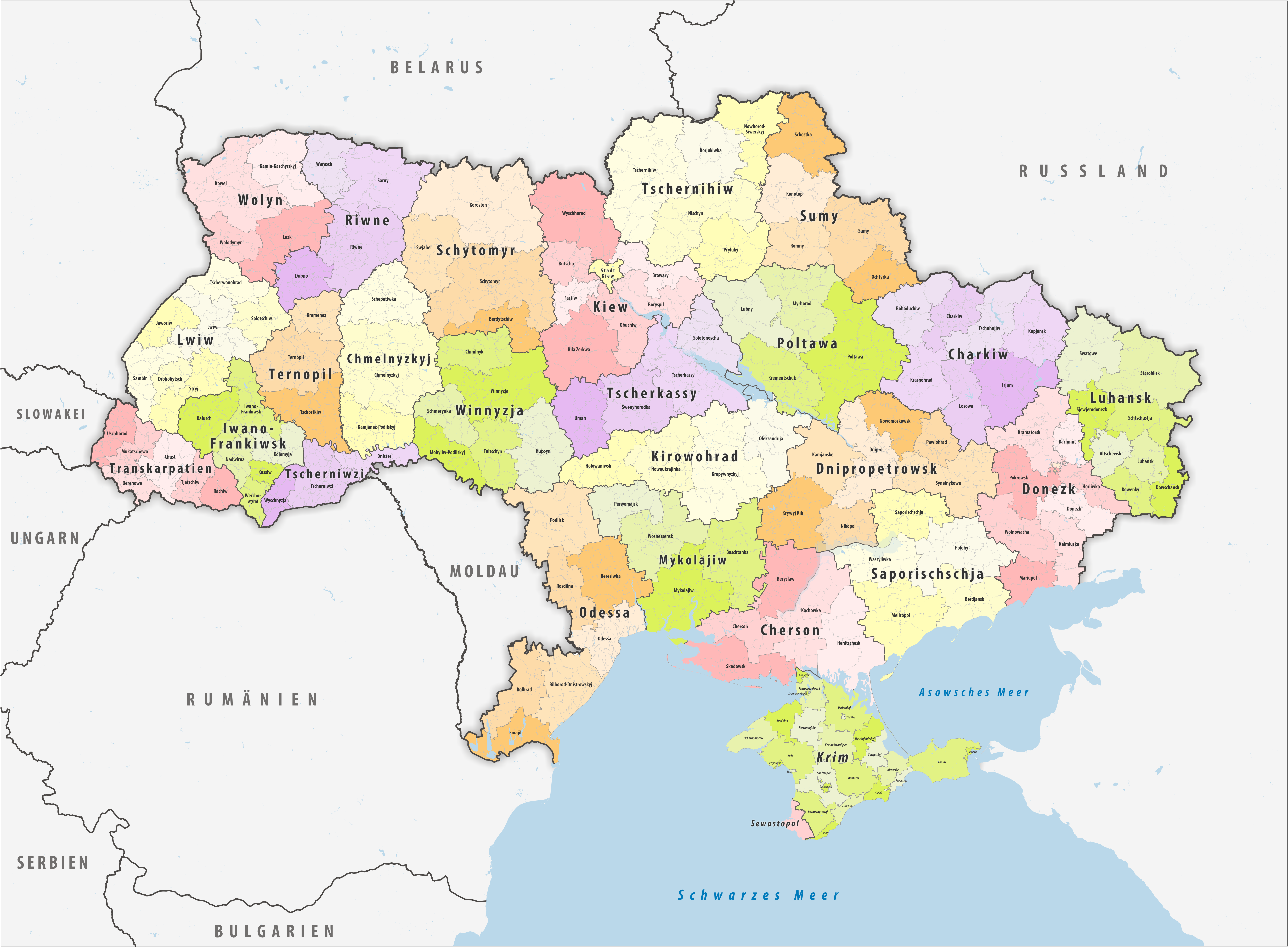
Grenzen der Gemeinden in der Ukraine

Eine Hromada (ukrainisch територіальна громада terytorialna hromada, [ɦrɔˈmɑdɐ]) ist eine Verwaltungseinheit in der Ukraine. Sie bildet die dritte Stufe der lokalen Selbstverwaltung. Sie steht unterhalb der Einheit Rajon (‚Landkreis‘ oder ‚Stadtkreis‘). 
Im Gegensatz zur deutschen Praxis wird sie allerdings nicht als eine eigentliche Ortsidentität, sondern lediglich als eine Verwaltungseinheit betrachtet, ähnlich der rheinland-pfälzischen Verbandsgemeinde. So werden bei den amtlichen Adressen- oder Geburtsortsangaben primär die Ortsnamen und nicht die der Gemeinden verwendet.
2020 gab es in der Ukraine 1470 Hromadas, die drei unterschiedlichen Gemeindetypen zugeordnet werden.

## Selbstverwaltung der Gemeinden
Die Bewohner jeder Gemeinde bilden eine Selbstverwaltungskörperschaft. Die Gemeinden besitzen eine Rechtspersönlichkeit.
Die Gemeinden erfüllten alle Aufgaben der territorialen Selbstverwaltung, die nicht anderen Gebietskörperschaften vorbehalten sind, u. a.: Raumordnung, Immobilienwirtschaft, Umwelt- und Naturschutz, Wasserwirtschaft, Gemeindewege, Wasserleitung und -versorgung, lokaler Personenverkehr, Gesundheitsschutz, Sozialhilfe, Kultur, öffentliche Ordnung, Gemeindeförderung, grenzübergreifende Zusammenarbeit.
Die Exekutivorgane der Gemeinden sind der Gemeinderat sowie der Gemeindevorsteher (Bürgermeister oder Stadtpräsident).

## Finanzierung
Zu den Einnahmen der Gemeinden werden eigene Einnahmen, allgemeine Subvention und Zweckzuwendungen aus dem Staatshaushalt gezählt.
Als Steueraufkommen werden Einnahmen aus den örtlichen Steuern (wie Wald-, Grund-, Erbschaft-
und Schenkungssteuer, Steuer auf zivilrechtliche Handlungen, Gewerbesteuer bei natürlichen Personen) bezeichnet.